# Maïs violet
Zea mays 'subsp.' mays
Sous-espèce
Classification APG III (2009)
La dénomination maïs violet (castillan : maíz morado, runa simi : kulli sara, aymara : tunqu) s'applique à un ensemble de variétés de maïs violet foncé, endémique des Andes dérivées du maïs « Kculli ». Ce type de maïs pousse dans la région andine du Pérou, de la Bolivie, du Chili et de l'Argentine, et il était déjà cultivé avant l'Empire Inca. Sa coloration particulière est liée à sa teneur en anthocyane.
Il est utilisé notamment dans la fabrication de la chicha morada, de la mazamorra morada et de l'api.

## Variétés de maïs violets
- Maíz Morado Canteño - Originaire de la région de la Province de Canta au Pérou
- Maíz Morado Mejorado - Version améliorée
- Maíz Morado Caraz
- Maíz Morado Arequipeño - Originaire de la région de Arequipa au Pérou
- Maíz Morado Cuzco - Originaire de la région de Cuzco au Pérou
- Maíz Negro de Junín

## Confusion possible
Il existe aussi des maïs bleus assez foncés comme ceux cultivés par les Indiens Hopis.